# إل. فانس فيليبس
إل. فانس فيليبس (بالإنجليزية: L. Vance Phillips)‏ هي فنانة أمريكية، (و. 1858 – 1939 م).